# أبو بكر ناصر
أبو بكر ناصر (بالأمهرية: አቡበከር ናስር)‏ هو لاعب كرة قدم إثيوبي محترف يلعب كمهاجم في نادي البن الأثيوبي والمنتخب الإثيوبي.